# Neuquenraptor
Neuquenraptor is een geslacht van theropode dinosauriërs uit de groep van de Eumaniraptora, dat 87 miljoen jaar geleden tijdens het Late Krijt leefde in het huidige Argentinië. De typesoort is Neuquenraptor argentinus.

## Vondst en naamgeving
In januari 1996 werd bij Plaza Huincul in de Sierra del Portezuelo het fossiel gevonden van een kleine theropode. De vondst werd in 1996 gemeld. In 1997 werd in een interview onthuld dat het in de bedoeling lag de soort "Araucanoraptor argentinus" te gaan noemen. In het kader van een voorlopige beschrijving in 1999 werd gesteld dat het om een lid van de Troodontidae zou gaan, die verder uit Zuid-Amerika onbekend zijn.
In februari 2005 werd de vondst echter door Fernando Emilio Novas en Diego Pol benoemd als Neuquenraptor argentinus. De geslachtsnaam verwijst naar de Argentijnse provincie Neuquén, de soortaanduiding naar Argentinië.
Het fossiel, holotype MCF-PVPH 77, werd in een laag van de Portezueloformatie gevonden die dateert uit het Coniacien, ongeveer 89 miljoen jaar oud. Het bestaat uit een vrij fragmentarisch skelet met schedel. Het bestaat uit slechts een linkeronderbeen en nog wat stukken halswervel, ribben, chevrons van de staart, de bovenkant van een linkerspaakbeen en een rechterdijbeen.

## Beschrijving
Neuquenraptor is een kleine, ongeveer twee meter lange, vleeseter met een 6,5 centimeter lange sikkelklauw aan de tweede teen van de voet.
De beschrijvers wisten enkele onderscheidende kenmerken vast te stellen. Het tweede middenvoetsbeen heeft achteraan de buitenste zijkant een verbreding die over de achterkant van het derde middenvoetsbeen groeit. Op de bovenste helft van de middenvoet bevindt zich een duidelijke groeve voor de pezen van de tenen strekkende spieren. Het uiteinde van het derde middenvoetsbeen begint een scharniergewricht te vormen.
Volgens Michael Mortimer verschilt Neuquenraptor van Unenlagia comahuensis door de grotere robuustheid van het dijbeen en een scheenbeen dat boven de enkel aan de binnenkant smaller is.
Het spaakbeen is lang en lichtgebouwd. Het dijbeen is kort en robuust. Daarin verschilt het van Unenlagia en dat zou volgens de beschrijvers een bewijs zijn dat Neuquenraptor niet simpelweg daarvan het jong is. Het kuitbeen loopt naar onderen uit in een beensplinter. Het hielbeen is overdwars afgeplat. Het sprongbeen heeft de voor Coelurosauria typische opgaande tak. Het tweede middenvoetsbeen is breder dan het vierde, wat verschilt van de toestand bij de Troodontidae. Het heeft onderaan een scharniergewricht, net als bij Austroraptor. De middenvoet is arctometatarsaal, met een bovenaan toegeknepen derde middenvoetsbeen, maar niet extreem want dit bot is aan de top van voren nog zichtbaar. Het derde middenvoetsbeen heeft onderaan aan de voorkant een brede peesgroeve lopen zodat er min of meer een scharniergewricht aanwezig is, net als bij veel basale Paraves. Het vierde middenvoetsbeen heeft aan de achterste buitenrand een scherpe verticale richel lopen. De tweede teen draagt een sikkelklauw en de bovenliggende kootjes zijn door hun scharniergewricht aan het bewegen daarvan aangepast. De klauw heeft een buitenste "bloedgroeve" die hoger ligt dan de binnenste, een typisch dromaeosauride kenmerk. De derde en vierde klauw hebben de gebruikelijke vorm; ze zijn hoog met een platte onderkant en diepe groeven voor de peeskapsels en vrij sterk ontwikkelde bulten voor de pezen van de buigende spieren.

## Fylogenie
Novas bracht de soort ter gelegenheid van de benoeming niet onder bij Troodontidae maar bij de Dromaeosauridae sensu Sereno. Neuquenraptor argentinus behoorde volgens hem tot een zustergroep van de groep waartoe Dromaeosaurus en Velociraptor behoren maar het lukte hem niet de verwantschap nader te bepalen.
Neuquenraptor kon gepubliceerd worden in het prestigieuze blad Nature omdat hij het eerste bewijs zou vormen dat Deinonychosauria ook in Zuid-Amerika voorkwamen. In werkelijkheid was dit echter al lang bekend door de vondst van Unenlagia. Sommige onderzoekers, zoals Peter Makovicky in 2005 en Alan Turner in 2012, hebben zelfs geconcludeerd dat Neuquenraptor aan deze laatste vorm identiek is, iets waarover alleen een beter bewaard skelet uitsluitsel kan geven; de vondsten overlappen elkaar onvoldoende. Neuquenraptor is volgens de laatste analyses vrij nauw verwant aan een wat later in 2005 beschreven soort: Buitreraptor en bevindt zich in de Unenlagiinae.